# 小行星6649
小行星6649（英語：6649 Yokotatakao）是一颗围绕太阳公转的小行星。1991年9月5日，A. Natori、浦田武在清水町发现了此天体。
这颗小行星的绝对星等为349.2871382593332等。